# 셀린 디옹
셀린 마리 클로데트 디옹(프랑스어: Céline Marie Claudette Dion, CC, OQ, 1968년 3월 30일~ )은 캐나다의 싱어송라이터, 배우, 사업가이다.
캐나다 퀘벡주 사를마뉴의 빈곤한 가정에서 태어나 당시 매니저이자 가수였던 르네 안젤릴의 도움으로 프랑스어 음반을 녹음하게 되고, 곧 새로운 스타로 떠오르게 된다.
퀘벡 출신이고 이름에서부터 알 수 있듯이 모어가 프랑스어인지라, 영어는 따로 익혔다고 한다. 1990년에 그녀는 프랑스를 벗어나 북미, 나아가 세계 무대에서 성공을 거두고 싶어했으며, 그에 따라 영어 앨범 《Unison》을 발매한다. 이후 1997년작 영화 《타이타닉》의 주제가인 〈My Heart Will Go On〉으로 세계적인 명성을 얻었다.
디옹은 가수로서 성공을 거두기 전인 1982년 야마하 월드 송 페스티벌에서 금상을 받았고, 유로비전 송 콘테스트에서도 우승을 하며 1980년대에도 이미 국제적 인정을 받고 있었다. 1980년대 초 프랑스어 앨범의 발매에 이어 1986년 CBS 레코드 캐나다(현 소니 뮤직 엔터테인먼트)와 계약했다. 1990년대 안젤릴의 도움으로 그녀는 대중 음악 역사상 가장 성공적인 아티스트 중 한 명이 되었고, 에픽 레코드와 계약한 후 프랑스어 앨범과 영어 앨범을 발매하며 세계적인 여성 가수가 된다. 그리고 오랫동안 매니저로 함께한 26세 연상의 르네 안젤릴과 1994년에 결혼했다. 그러나, 그녀가 한참 전성기를 맞이하고 있었을 때 르네 안젤릴이 후두암 진단을 받아 가족과 함께하는 휴식기를 가졌다. 2002년부터 활동을 재개하였다.
디옹은 뛰어난 가창력을 세계적으로 인정받아 미국에서는 '가창력의 휘트니 휴스턴, 기교의 머라이어 캐리, 음색의 셀린 디옹'으로 대표되는 '3대 디바'로도 불린다. 영국에서 싱글을 200만 장 이상 판매한 기록을 보유한 유일한 여성 아티스트이기도 하다. 2004년 이후 그녀의 앨범 판매량은 1억 7천만장이 넘었으며, 2004년 월드 뮤직 어워드에서 초파드 다이아몬드 어워드를 수상하였다. 소니 뮤직 엔터테인먼트에 따르면, 디옹은 세계적으로 2억장 이상의 판매고를 올리고 있다.
백만 장 이상 판매한 기록을 보유한 여성 아티스트이며, 1억 6천만 장의 앨범을 판매, 앨범과 싱글을 합친 판매량은 2억 장이 넘는다.(총 2억 5000만장 이상)
2014년 들어서 무기한 활동중단 소식을 밝혔다. 그러다 2015년 다시 복귀를 선언하고 라스베가스 쇼를 재개하였다. 2016년 남편  및 몇몇가족들을 떠나보내며 건강에도 이상문제가 제기됐으나 2020년 코로나 사태까진 활발히 활동했으며 한동안 의사의 진료에 따라 휴식을 취했다가 2024년 하계 올림픽 개막식 마지막 장면에 출연하면서 복귀를 알렸다.

## 경력
퀘벡주에서 14남매 중 막내로 태어나 12살 때 'Ce n'etait qu'un reve'이라는 곡을 작곡하고 녹음했다. 셀린의 오빠는 이 곡의 데모 테이프를 '르네 앙젤릴'이라는 매니저에게 보냈으나 아무리 기다려도 연락이 오지 않자 자동 응답기에 "당신은 그 곡을 들어보지 않은 것이 틀림없습니다. 들어봤다면 연락을 안 했을 리가 없으니까요."라고 남겼다. 오빠의 데모 테이프를 들은 후 르네는 그 즉시 셀린에게 연락을 했고, 자신의 집을 저당 잡히면서까지 셀린의 앨범을 제작하게 되었다. 이 때 시작된 인연은 이후 부부의 인연까지 이어진다. 26살 차이를 뛰어넘는 사랑이었다. 남편 르네 앙젤릴은 2016년 1월 14일, 암 투병 끝에 사망했다. 여기에 언급된 오빠도 이틀 후 2016년 1월 16일 암으로 사망한다.
프랑스어권에서 꾸준한 인기를 얻으면서 1982년 'Tellement J'Ai d'amour pour Toi'라는 곡으로 일본 야마하 국제 콘테스트에서 금메달을, 'Ne partez pas sans moi'란 곡으로 유로비전 송 콘테스트 그랑프리를 따기도 했다. 유로비전 송 콘테스트 금메달에 빛나는 곡의 작사는 그리스인, 작곡은 스위스인이 했고 유로비전 송 콘테스트 (ESC) 1998에서 스위스 국가 자격으로 출전했다. 하지만 이는 유럽 전역에만 국한되어 전 세계적인 인기를 얻지는 못했다. 그러던 중 셀린이 마이클 잭슨의 공연을 보고선 '나도 저 사람처럼 스타가 되고 싶다.'고 말하자 르네가 영어로 앨범을 녹음해야 가능할 거라고 충고했다. 그 때부터 셀린은 가정 교사를 두고 영어를 배우기 시작했다고 한다. 결국 1990년 영어로 된 데뷔앨범 'Unison'을 발표했다. 크리스토퍼 넬을 주축으로 제작된 이 앨범은 당시 유행하던 댄스곡과 락발라드가 적절히 배합된 앨범이었다.
첫 싱글 '(If There Was) Any Other Way'는 빌보드 싱글차트 35위에 올랐지만 셀린의 이름을 제대로 알린 것은 다른 발라드 곡 'Where Does My Heart Beat Now'였다. 빌보드 싱글차트 4위까지 오른 곡으로 빌보드 연말차트 37위에 랭크되었다. 이 곡은 폭발적으로 터져나가는 발성의 락 발라드로 그녀는 가창력을 인정받으며 3대 디바 대열에 동참하게 된다. 그러나 인정 받았다는 것은 그녀의 가창력일 뿐, 상업적인 측면에서 이때까지는 머라이어 캐리, 휘트니 휴스턴과는 비교할 바가 못 되었다. 디옹 스스로도 인터뷰에서 사람들이 'Where Does My Heart Beat Now'는 알아도 누가 그 노래를 불렀는지는 몰랐다고 말했다. 노래가 아닌 자기 이름을 알린 것은 'Beauty And The Beast'부터였다고 말했다. 그래도 앨범이 미국에서만 100만 장 이상이 팔려 영어권 데뷔에 성공했다. 이후 월트 디즈니 컴퍼니의 애니메이션 '미녀와 야수'의 주제가를 피보 브라이슨과 듀엣으로 부르고 이라크전에 참전한 미군들을 격려하는 곡인 'Voices That Care'에서도 여성 솔로파트를 맡는 등 인기가 날로 더욱 높아져 갔다.
여세를 몰아 발표한 2집에서도 'If You Asked Me To', 'Nothing Broken But My Heart', 'Love Can Move Mountains' 등의 히트곡이 터져나왔다. 이곡들은 셀린 디옹과 많은 작업을 한 히트메이커 '다이안 워렌'의 곡들로 모두 빌보드 40위권에 안착했다. 또한 프린스가 작곡해준 'with this tear'는 그녀의 가창력이 폭발력 뿐 아니라 섬세함이 더해짐을 증명해준다. 이 앨범에서는 멜로디 메이커 월터를 주축으로 만든 앨범으로 1집보다 훨씬 감성적인 멜로디를 선사했다. 무엇보다 'Beauty And The Beast'가 아카데미에서 주제가상을 받은 것이 셀린의 이름을 알리기 시작한 데에 큰 공을 세웠다고 해도 과언이 아니다.
하지만 셀린을 세계적인 스타이자 디바로 만들어 준 앨범은 3집 'The Colour Of My Love'였다. 1집에 참여했던 보디가드를 통해 한창 주가를 올리던 히트맨 데이빗 포스터를 주축으로 한 앨범으로 첫 싱글 'The Power Of Love'는 그녀의 첫 빌보드 싱글차트 1위 곡이 되었고, 그 밖에 '시애틀의 잠 못 이루는 밤'의 주제가 'When I Fall In Love'을 통해 다시 영화 듀엣곡으로 사랑을 받고 misled 같은 곡으론 댄스에도 도전했다. 특히 'Think Twice' (영국 차트 1위)같은 곡은 미국에서는 아니었지만, 영국에서는 그녀의 대박 히트곡이 되었다. 이 앨범은 전세계적으로 1,800만 장 이상이 팔렸으며, 국내에서 'The Power Of Love'는 우리나라에서 TV는 사랑을 싣고의 주제가로 쓰여 인지도가 높다. 이런 활발한 영어 앨범 활동 중에도 그녀는 꾸준히 프랑스어 앨범을 발매했는데, 특히 1995년 발매된 D'eux는 프랑스어 앨범 역대 최고 판매량을 기록한다. 프랑스의 국민가수 장자크 골드만이 프로듀싱한 이 앨범은 프랑스 내에서만 4,412,100 장 팔렸으며 세계적으로 1000만 장 이상의 판매량을 기록했다. 앨범의 인기가 워낙 대단해서 프랑스에선 44주간 앨범차트 1위를 차지했다. 그녀의 다음 앨범인 Falling into you 역시 이 앨범에 밀려 2위를 차지했을 정도다.
4집 'Falling Into You'는 미국에서만 1천만 장 이상이 팔렸으며 전세계적으로는 3,200만 장이 넘는 판매고를 올렸다. 'Because You Loved Me', 'It's All Coming Back To Me Now', 'All By Myself' 등이 히트했다. 디옹의 커리어에서 가장 성공한 두 앨범 중 하나인데, 5집이 'My Heart Will Go On'에 집중된 인기라고 한다면, 4집은 비교적 골고루 인기를 얻었다. 3집 때까지 머라이어 케리에 밀렸던 셀린 디옹은 이 앨범으로 더욱 인기를 얻었다. 'Because You Loved Me'는 영화 '업클로스 앤 퍼스널 (Up Close And Personal)'에 삽입되어 메가 히트를 쳤고 빌보드에서 6주간 1위를 했으며 어덜트 컨템포러리 차트에서 거의 1년 동안 랭크되어 있음은 물론, 그래미 어워드에서 'Album Of The Year'를 수상했다. 당연히 투어도 인기를 얻었고, 첫 내한 공연도 이 때 이루어졌다.
다음 해 발표한 5집 'Let's Talk About Love'도 천 만장 이상이 팔렸으며 전세계적으로 3,100만 장이 넘게 팔렸다. 특히 영화 '타이타닉'의 주제가인 'My Heart Will Go On'은 셀린 히트곡의 정점으로 평가받는다. 이 무렵 그녀의 앨범이 1초당 1장씩 팔려나간다는 통계 자료까지 나왔으니 말이다. 게다가 타이타닉의 OST 역시 3천만 장이 넘게 팔렸는데, 이 앨범은 'My Heart Will Go On' 이외의 트랙이 전부 클래식 음악이었던 것을 생각해보면 사실상 한 곡의 힘이 컸다. 사실 본 앨범에서도 완성도와는 별개로 싱글은 'My Heart Will Go On'을 제외하면 별로 히트한 싱글이 없었다. 게다가 곡의 싱글마저 미국에서 한정판으로 풀어 순식간에 매진이 되었다. 고로 그 해에는 'My Heart Will Go On'이 수록된 5집과 타이타닉 OST 양 쪽 모두 3천만장이 넘게 판매된 것이다. 그야말로 엄청난 기록이다. 보통 2~3년 틈을 두고 앨범을 발표하는 것이 일반적인 팝 계에서 다작을 하면서도 이렇게 메가 히트를 시켜버리니 그야말로 전성기의 정점을 달렸다.
이후 크리스마스 앨범과 베스트 앨범을 발표했다. R. 켈리와의 듀엣 'I'm Your Angel'이 빌보드 차트 1위를 하는 등 역시 큰 성공을 거두었다. 미국 내에서 가장 많이 팔린 캐롤 음반들 중 하나이다. 'All I Want For Christmas Is You'로 유명한 머라이어 케리의 캐롤 음반보다도 미국 내 판매량이 근소하게 앞섰으나 매년 크리스마스 시즌마다 머라이어의 앨범이 더 잘 팔려서 지금은 추월당하고 말았다. 이 당시 그녀의 베스트 앨범 'All The Way'를 발매하는데 2,400만 장이라는 베스트 앨범으로선 믿기 힘든 판매량을 기록한다. 다만 여기엔 신곡 7곡이 포함되어 있었다.
1990년대 중반 이후의 그녀의 네 장의 앨범은 1996~1999년 4년간 1억장을 돌파했고, 여기에 타이타닉 OST는 포함조차 되지 않았으니, 90년대 후반은 그야 말로 셀린 디옹의 시대라 해도 과언이 아니다. 그러다 어느날 남편 르네가 후두암에 걸려 활동을 중단하면서 남편 병간호에 나섰다. 다행히 르네의 병은 호전을 보였으며 시험관 시술로 아들까지 얻는 겹경사를 맞았다. 개인 사생활이 안정을 겪으면서 6집 'A New Day Has Come' (1200만장 그해 판매순위 2위.) 와 7집 'One Heart' (600만 장)가 연이어 발매되어 예전만은 못하지만 여전한 인기를 얻었다. 그래도 라스베가스에서 장기 공연을 하면서 여전한 가창력을 발휘했다. 앨범도 앨범이지만 라이브 활동이 인상적인 디바로도 꼽힌다. 2007~09년의 'Taking Chances Tour'는 역대 라이브 투어 중 11위의 수입을 거둬들였다.
21세기에 들어와서는 아예 라스베이거스에 공연장을 새로 지어 레지던스 쇼 형식의 공연을 하고 있다. 2003~2007년의 'A New Day'에 이어 2011년부터는 'Celine' 을 진행 중이다. 2019년까지 계약된 상태다. 셀린 디옹의 콘서트 티켓은 2006년부터 2009년까지 7,200억 원이 넘게 팔렸다. 또한 2006년쯤에 셀린 디옹의 목소리가 가라앉는다는 말이 나왔고, 이를 라스베가스의 건조한 공기 때문이라고 여겨 아예 공연 장소에 가습기를 설치했다. 프랑스어와 영어 양쪽으로 나뉜 음악 활동으로 인해 라이브 투어 또한 세트리스트를 영어권 대상과 프랑스어권 대상으로 나누어 진행하고 있다. 프랑스어권 세트리스트가 영어/프랑스어 곡이 대략 반반 섞인 구성인 데 비해 영어권 세트리스트는 한두 개 정도의 프랑스어 곡만이 포함되는 차이를 보인다. 이유는 불분명하다. 늘 포함되는 곡은 'Pour que tu m'aimes encore'. 2008년 서울 공연 당시 셀린의 코멘트는 '한 곡 정도는 프랑스어 곡을 불러야 해요!'였고 당연하게도 관객의 호응은 공연 전체에서 최하를 달렸다.
캐나다 퀘벡 주 출신으로 세계적인 인기를 끌고 있다는 점 외에 일본 로컬 활동 이력도 특이한 점으로 꼽을 수 있다. 특히 일본에서 드라마 주제곡으로 사용된 'To Love You More'는 서양인으로는 12년만에 오리콘 싱글 차트 1위를 차지했고, 'Be the Man' 은 아예 일본어 판 싱글이 처음 발매되었다. 근래에는 2007년 'Taking Chances' 앨범의 'A World to Believe in'에서 이토 유나와 듀엣을 하기도 했다. 이러한 인기를 반영해서 월드 투어의 일본 방문 시에는 도쿄 돔과 오사카 돔을 기본적으로 방문한다. 머라이어 케리나 별세한 휘트니 휴스턴과는 달리 2000년대 이후에는 공연과 투어에 집중하며 앨범은 간간이 내고 있다. 2003년 이후 라스베가스에서 계속 진행 중인 그녀의 쇼는 이미 라스베가스의 상징이 되었다. 엘비스 프레슬리 이래 라스베가스 최고 거물 가수로 등극했으며, 그녀 이후 브리트니 스피어스나 제니퍼 로페즈도 라스베가스 쇼에 참여하지만 그녀만한 실적을 거두지는 못했다. 2003년 그녀의 활동은 싱글과 프로모션 활동보다는 콘서트와 공연에 집중하는 형태라 싱글컷은 없지만 여전히 'taking chances'와 'loved me back to life' 앨범 역시 350만장, 150만장의 여전한 판매량을 보이고 있다.
다른 두 디바와는 달리 가창력 논란이 거의 없는데, 약물 중독으로 목소리가 완전히 망가진 휘트니 휴스턴, 벨팅과 가성의 사용, 지나친 프로모션으로 컨디션에 따른 가창력 기복이 심해진 머라이어 케리와 달리 아직까지도 전성기의 가창력을 잘 보존하고 있다. 오히려 파워는 전성기보다 조금 떨어졌을지 몰라도 전성기보다 더 깔끔한 목소리, 기교, 그리고 고음역 대에서의 편안하고 완벽한 소리를 보여주고 있다. 이는 소울 스타일의 창법이었던 두 디바와는 달리 목 상태를 훼손하는 소울 창법을 거의 사용하지 않고, 정석적인 두성을 중심으로 가창을 운용하기 때문이기도 하다. 그녀가 부른 'I surrender'를 들어보면 진정한 의미의 두성을 경험할 수 있다. 사생활도 휘트니나 머라이어와 달리 딱히 구설수 없이 남편과 잘 지냈으며, 약물이나 알코올 중독에 빠지지 않고 자기관리가 철저했던 것도 크게 작용한 듯 하다. 휘트니 휴스턴의 사망에 대한 인터뷰에서, 마약이 그녀의 모든 것을 뺏어갔다고 분노했다. 본인은 흥청망청 분위기가 싫어서 뒷풀이 파티도 안한다고 한다.

## 여담
할리우드 여성 연예인을 통들어 항상 재산 3위 안에 손꼽힌다. 2000년대 이후 마돈나, 셀린 디옹, 머라이어 케리 이 세 명의 순위는 변한 적이 없다. 다만 현재 1위는 리한나, 2위 마돈나, 3위 브리트니 스피어스, 4위 셀린 디옹이다. 참고로 남편 르네 앙젤릴 역시 수익 분배와 스튜디오 운영 등으로 인해 보유 재산이 4억 달러가 넘는 비즈니스맨이다.
남의 말을 안 좋게 하는 경우가 절대 없다. 우리나라와는 달리 미국은 이런 쪽에 별로 금기가 없고, 오히려 디스전을 즐기기도 한다. 머라이어 케리의 경우는 에미넴과 싱글컷을 하면서 디스전을 하기도 했다. 셀린 디옹은 논란의 중심에 있는 연예인에 대한 인터뷰를 해도 항상 칭찬과 좋은 말로 일관한다. 예를 들면 브리트니 스피어스나, 공연에서 트워킹이나, 혀를 내미는 퍼포먼스로 논란이 있었던 마일리 사이러스와 같은 경우다. 가는 말이 고우니 오는 말도 고와서 아무와도 갈등이 없다. 유일한 갈등으로 라스베가스 공연을 처음 시작할 때 뮤즈와의 사건이 있긴 했다.
지금은 유명하지만 당시는 상대적으로 무명에 가까웠던 2003년, Muse에게 소니가 뮤즈 측에 돈을 주고 판권을 사서, 라스베가스 공연의 타이틀로 쓰려고 했다. 뮤즈는 거부하면서 인터뷰를 했다. 셀린 디옹의 음악을 비하하고 자신의 팬들도 마찬가지로 셀린 디옹의 음악을 싫어한다고 했다. 이 때도 셀린은 그에 대한 인터뷰를 하지 않고, 그냥 공연 타이틀을 A new day로 바꿨다.
처음에 셀린 디옹은 My heart will go on을 부르고 싶어하지 않았다. 이 명곡의 탄생에는 복잡한 비화가 숨어있는데, My heart will go on은 원래 보컬이 들어간 노래가 아니라 순수 악기로만 연주되는 instrumental 음악이었다. 여기엔 이유가 있는데 자칫 영화가 지나치게 상업적으로 보일 수 있다는 이유로 타이타닉의 감독 '제임스 카메론'이 자신의 영화에 '보컬이 들어간 음악은 절대 사용하지 않는다'는 원칙을 가지고 있었기 때문이다. 작곡가 '제임스 호너'는 이 원칙에 의해 instrumental의 곡을 작곡했으나, 영화 마지막에 관객들의 마음을 감싸줄 보컬과 가사가 있는 음악이 필요함을 직감했고, 작사가에 작사를 의뢰한 후 친분이 있던 셀린 디옹 측에 이 곡을 의뢰했다. 하지만 이미 전작 Because you loved me에서 영화 OST로 대박을 친 상황에서 셀린은 또 다른 OST를 하고 싶어 하지 않아 했다.
하지만 My heart will go on을 듣고 히트를 직감한 남편 르네 앙젤릴과 제임스 호너가 강력하게 밀어붙여 셀린을 설득시켰고, 정히 그러면 데모 녹음이나 해보자 싶어서 원 테이크로 녹음한 노래가 My heart will go on이다. 하지만 제임스 호너는 노래하고 싶어 하지 않는 가수와, 보컬과 가사가 들어간 음악을 자신의 영화에 넣고 싶어 하지 않는 감독을 설득해야 하는 이중고를 겪어야 했다. 그리하여 나온 전략이, 제임스 카메론의 기분이 아주 좋아 보이는 날, 셀린 디옹이 녹음한 데모를 은근슬쩍 틀기 시작한 것이다. 보컬이 들어간 노래를 듣자마자 예상대로 화를 내던 제임스 카메론은 노래가 절정에 달하자, My heart will go on에 반해버려 OK를 했다고 한다.
이렇게 탄생한 노래가 My heart will go on이다. My heart will go on이 수록된 타이타닉 OST 앨범과, 셀린 디옹의 정규 5집 Let's talk about love 앨범 모두 3천만장이 넘는 판매고를 기록했고, 미국에서 한정판으로 그 판매량이 미비함에도 불구하고 전세계에서 싱글이 1600만장이 넘게 팔린 전무후무한 대 히트를 기록한다. 결국 발매 후 팔아치운 My heart will go on 이 들어간 음반은 총 8천만장이 넘는 셈이다. 셀린 디옹의 커리어 뿐만 아니라 POP 역사를 전부 통틀어서 이 정도의 히트를 친 노래는 거의 없다. 후에 셀린은 Thank God, they didn't listen to me. 라고 표현했을 정도이다. 아무튼 영화가 개봉한 뒤 노래가 히트를 치자 새로 편곡하고 녹음하게 되며, 따라서 영화에 엔드 타이틀로 들어간 곡과 실제 싱글컷 곡은 조금 다르다.
자신에게 엄청난 부와 성공을 가져다 주긴 했지만 고음이 계속되는 노래들을 콘서트에서 두시간 동안 부르는 것이 지겹다고 말했다. My heart will go on은 특히 너무 많이 불러서 정말 싫다고 한다. 자신의 장례식 때는 절대 틀지 말라고 했을 정도이다. 또한 철저한 자기관리로 유명하다. 콘서트를 앞두고 목 상태가 좋지 않자 아예 말을 하지 않았던 일화도 유명하다. 그 외에도 쇼 비지니스 전반에 걸쳐있는 향락적인 문화를 경계한다고 말했다. 지나친 음주나, 마약 같은 것들과는 정말 거리가 멀다. 2014년에는 소유 부동산이 화제가 됐다. 플로리다의 7200만 달러짜리 저택을 시장에 내놓았고, 3천만 달러 상당의 캐나다 성도 시장에 나왔다.

## 기본 정보
- 신체: 171 cm
- 취미: 골프, 구두 수집
- 데뷔: 프랑스어권 - 1981년 《La Voix du Bon Dieu》, 영어권 - 1990년 《Unison》

## 수상 기록
다음은 셀린 디옹의 주요 수상 기록이다.

### 2008년
- 캐나다 훈장 컴패니언(CC)으로 훈위 승급
- 프랑스 레지옹 도뇌르 훈장 슈발리에

### 2004년
- 월드 뮤직 어워드 다이아몬드 상

### 1999년
- 아메리칸 뮤직 어워드 Favorite Adult Contemporary Artist
- 아메리칸 뮤직 어워드 Favorite Female Pop/Rock Artist 및 Favorite Adult Contemporary Artist
- 그래미 어워드 4개부문(수상곡: My Heart Will Go On)

### 1998년
- 아메리칸 뮤직 어워드 Favorite Female Pop/Rock Artist
- 캐나다 훈장 오피서(OC), 퀘벡 주 훈장 오피서(OQ) 수훈

### 1997년
- 그래미 어워드 Album of the Year 및 Pop Album of the Year(수상 앨범: Falling into You)

### 1993년
- 그래미 어워드 Best Pop Performance by a Duo or a Group(수상곡: Beauty and the Beast)

### 1988년
- 유로비전 송 콘테스트 그랑프리(수상곡: Ne Partez Pas Sans Moi)

### 1982년
- 야마하 월드 송 페스티벌 금상(수상곡: Tellement J'Ai d'amour pour Toi)

## 앨범
- 정규 앨범(영어)
- 2019년: 11집 Courage
- 2013년: 10집 Loved Me Back To Life
- 2007년: 9집 Taking Chances(미국: 101만 장, 영국: 38만 장, 전 세계: 420만 장 판매)
- 2004년: 8집 Miracle
- 2003년: 7집 One Heart(미국: 200만 장, 영국: 20만 5천 장, 전 세계: 600만 장 판매)
- 2002년: 6집 A New Day Has Come(미국: 328만 장, 영국: 50만 장, 전 세계: 1,200만 장 판매)
- 1997년: 5집 Let's Talk About Love(미국: 1,055만 장, 영국: 200만 장, 전 세계: 3,400만 장 판매)
- 1996년: 4집 Falling into You(미국: 1,175만 장, 영국: 227만 장, 전 세계: 3,500만 장 판매)
- 1993년: 3집 The Colour of My Love(미국: 600만 장, 영국: 190만 장, 전 세계: 2,400만 장 판매)
- 1992년: 2집 Celine Dion(미국: 300만 장, 전 세계: 600만 장 판매)
- 1990년: 1집 Unison(미국: 124만 장, 전 세계: 350만 장 판매)

- 정규 앨범(프랑스어)
- 2016년: 13집 ENCORE UN SOIR
- 2012년: 12집 Sans Attendre
- 2007년: 11집 D'Elles(프랑스: 28만 5천 장, 캐나다: 20만 장, 전 세계: 100만 장 판매)
- 2003년: 10집 1 Fille & 4 Types(프랑스: 73만 장, 캐나다: 48만 장 판매)
- 1998년: 9집 S'il Suffisait d'Aimer(프랑스: 150만 장, 전 세계: 400만 장 판매)
- 1995년: 8집 D'Eux(프랑스어 앨범 중 최고 판매량 기록(442만 장), 전 세계: 800만 장 이상 판매)
- 1991년: 7집 Dion Chante Plamondon(프랑스: 60만 장, 캐나다: 20만 장 판매)
- 1987년: 6집 Incognito(캐나다: 20만 장 판매)
- 1985년: 5집 C'est pour Toi
- 1984년: 4집 Mélanie(캐나다: 5만 장 판매)
- 1983년: 3집 Les Chemins de Ma Maison(캐나다: 5만 장 판매)
- 1982년: 2집 Tellement J'Ai d'amour...
- 1981년: 1집 La Voix du Bon Dieu

- 비정규 앨범(영어)
- 2008년: 베스트 앨범 My Love: Essential Collection(미국: 약 30만 장, 영국: 45만 장, 전 세계: 150만 장 판매),
Complete Best(일본: 16만 장 판매)
- 2004년: 라이브 앨범 A New Day... Live in Las Vegas(미국: 50만 장, 영국: 6만 장, 전 세계: 150만 장 판매),
편집 앨범 Miracle(미국: 100만 장, 영국: 11만 장, 전 세계: 250만 장 판매)
- 2000년: 편집 앨범 The Collector's Series Volume One(미국: 89만 장, 전 세계: 300만 장 판매)
- 1999년: 베스트 앨범 All the Way... A Decade of Song(미국: 약 900만 장, 영국: 140만 장, 전 세계: 2,200만 장 판매)
- 1998년: 크리스마스 앨범 These Are Special Times(미국: 약 500만 장, 영국: 20만 장, 전 세계: 1,150만 장 판매)

- 비정규 앨범(프랑스어)
- 2005년: 베스트 앨범 On Ne Change Pas(프랑스: 61만 5천 장, 캐나다: 30만 장, 전 세계: 150만 장 판매)
- 2004년: 편집 앨범 Les Plus Belles Chansons d'amour
- 2001년: 편집 앨범 Les Indispensables(전 세계: 10만 장 판매)
- 1999년: 편집 앨범 The Early Singles(전 세계: 10만 장 판매),
라이브 앨범 Au Cœur du Stade (프랑스: 60만 장, 캐나다: 5만 장, 전 세계: 150만 장 판매)
- 1997년: 편집 앨범 C'est pour Vivre(전 세계: 20만 장 판매), The Collection 1982–1988 (전 세계: 20만 장 판매)
- 1996년: 라이브 앨범 Live à Paris(프랑스: 67만 장, 캐나다: 20만 장, 전 세계: 300만 장 판매)
- 1995년: 편집 앨범 Gold Vol. 1(프랑스: 21만 장, 전 세계: 40만 장 판매), Gold Vol. 2 (프랑스: 10만 장, 전 세계: 30만 장 판매)
- 1994년: 라이브 앨범 À l'Olympia(프랑스: 30만 장, 전 세계: 150만 장 판매)
- 1993년: 편집 앨범 Les Premières Années(프랑스: 10만 장, 전 세계: 30만 장 판매)
- 1988년: 편집 앨범 The Best Of
- 1986년: 베스트 앨범 Les Chansons en Or
- 1985년: 라이브 앨범 Céline Dion en Concert
- 1984년: 베스트 앨범 Les Plus Grands Succès de Céline Dion, 편집 앨범 Les Oiseaux du Bonheur
- 1983년: 편집 앨범 Du Soleil au Cœur, 크리스마스 앨범 Chants et Contes de Noël
- 1981년: 크리스마스 앨범 Céline Dion Chante Noël

## 같이 보기
- 가장 많은 음반을 판 음악가 목록